# Винтовочная противотанковая граната Сердюка образца 1941 года
Винтовочная противотанковая граната Сердюка образца 1941 года (ВПГС-41) — советская ружейная граната времён Великой Отечественной войны. Производилась в 1941—1942 годах в качестве противотанкового оружия, но из за невысоких качеств и небезопасности конструкции широкого применения не получила и была заменена на ручные противотанковые гранаты.

## История
Шомпольные гранаты после Первой мировой войны исчезли — выяснилось, что хвостовик при выстреле повреждает внутреннюю поверхность ствола, так что винтовка становится малопригодной для стрельбы. В дальнейшем они эпизодически появлялись лишь в качестве эрзац-оружия. Так произошло и в случае с ВПГС-41. Она была принята на вооружение в критический момент войны (13 октября 1941), а уже весной 1942 её производство было прекращено из-за большого количества несчастных случаев. Граната представляла собой предтечу знаменитого фаустпатрона, но неудачная механика взрывателя в сочетании с чувствительным детонатором с гремучей ртутью не оставили конструкции ни единого шанса.

## Конструкция
Ружейная граната, относится к типу «шомпольных гранат». Граната имела «хвост», соответствующий диаметру канала ствола стандартной армейской винтовки Мосина. К шомполу был прикреплён стабилизатор цилиндрического типа. Граната кумулятивного типа, однако без значительно выдающегося вперёд колпачка обтекателя (позднее выяснилось, что детонацию лучше производить на расстоянии от цели приблизительно равном диаметру корпуса), что давало ей весьма скромные пробивные характеристики: до 30-40 мм. Метание гранаты из винтовки делалось холостым патроном и имело значительные преимущества по сравнению с ручной гранатой. Дальность полета по одиночной цели (предположительно размером в танк) до 60 метров, по групповым целям до 140 метров. Были попытки доработать гранату до «универсальной» путём расположения в корпусе нескольких слоёв тонкой ленты с насечками. Граната могла использоваться в качестве ручной, если вместо шомпола в головную часть вкручивался запал УЗРГ.
Граната имеет пять основных частей — головной ударный механизм инерционного типа, запал (капсюль-детонатор), шомпол и стабилизатор. Заряд ВВ — 334 грамма прессованного тротила. Общая длина гранаты в сборе 455 мм, масса — 678 г.